# Мали лаг
Мали лаг е микроязовир край Ботевград с височина на язовирната стена 11,9 m. Има площ от 145 700 m2 и обем от 830 m3.